# Santa Maria dello Spasimo
Santa Maria dello Spasimo ist die Ruine eines gotischen Kirchengebäudes in Palermo. Als gotischer Bau hat Santa Maria dello Spasimo eine Sonderstellung unter Palermos Kirchen, die zum größten Teil Barock oder normannisch-arabischen Stils sind.
Der Bau der Kirche und des angeschlossenen Olivetanerklosters begann 1509 aufgrund einer päpstlichen Bulle von Julius II., aber schon etwa 70 Jahre nach der Fertigstellung wurde sie als Kirche aufgegeben, da sie wegen ihrer Nähe zur Stadtmauer als Teil der Verteidigungsanlagen benötigt wurde. Der Senat von Palermo kaufte 1569 Kirche und Konvent, die Olivetaner erhielten das inzwischen zum Grande Ospedale gehörende ehemalige Zisterzienserkloster Santo Spirito als Ausweichquartier zugewiesen. Der Papst gestattete die weltliche Nutzung der Gebäude von Santa Maria.
Während der Pestepidemie 1624 wurden die Gebäude als Lazarett benutzt, danach als Kornspeicher, Armenhaus und Krankenhaus. Nach langem Verfall, verursacht u. a. durch die Flut von 1931 und die Erdbeben von 1940 und 1968, wurden die Ruine und ihre Nebengebäude 1998 wieder zugänglich gemacht; sie beherbergen heute eine Jazzschule und dienen als Veranstaltungssaal.
Das ursprüngliche Altargemälde von Raffael Spasimo di Sicilia befindet sich heute im Museo del Prado in Madrid.

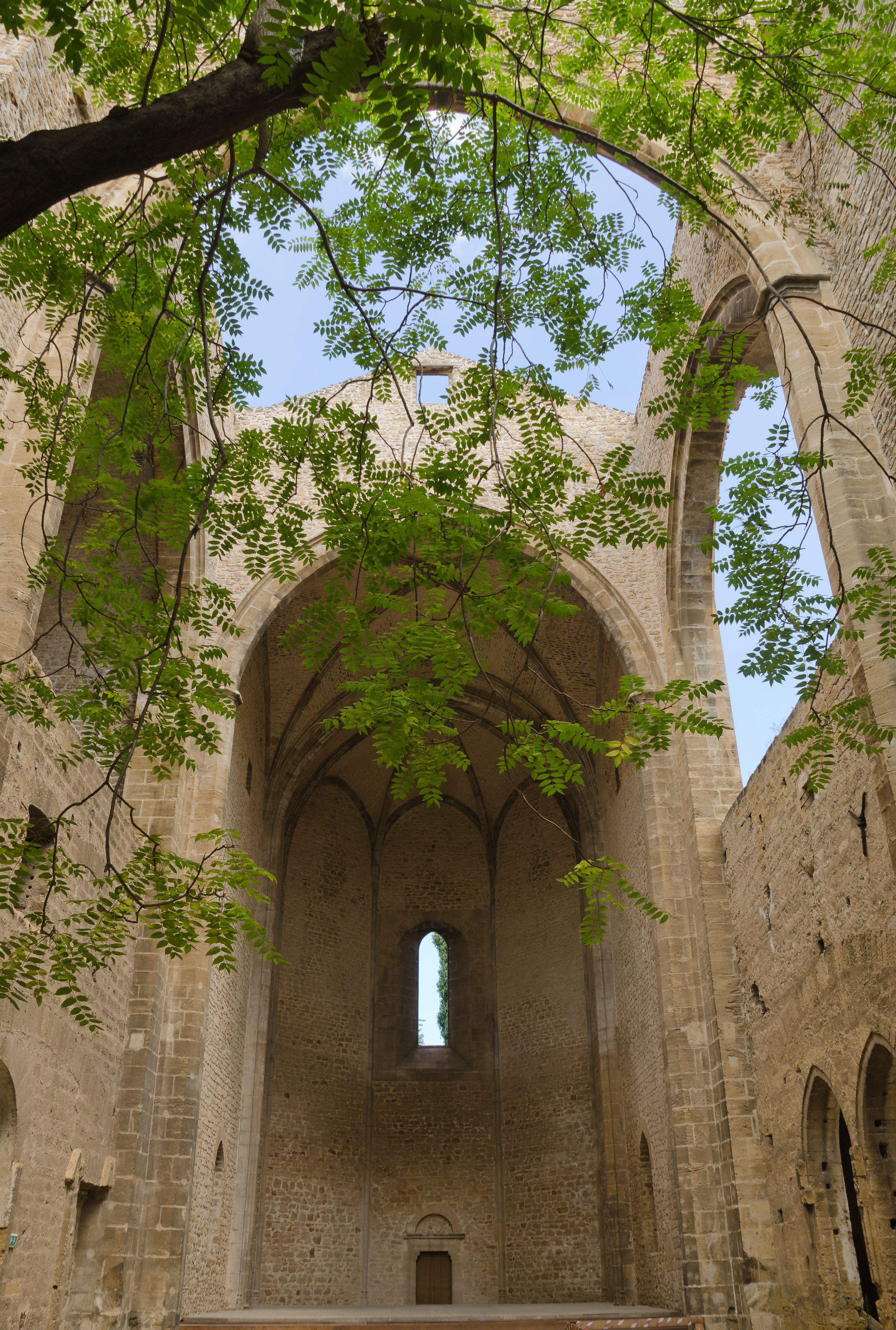
Blick ins Presbyterium
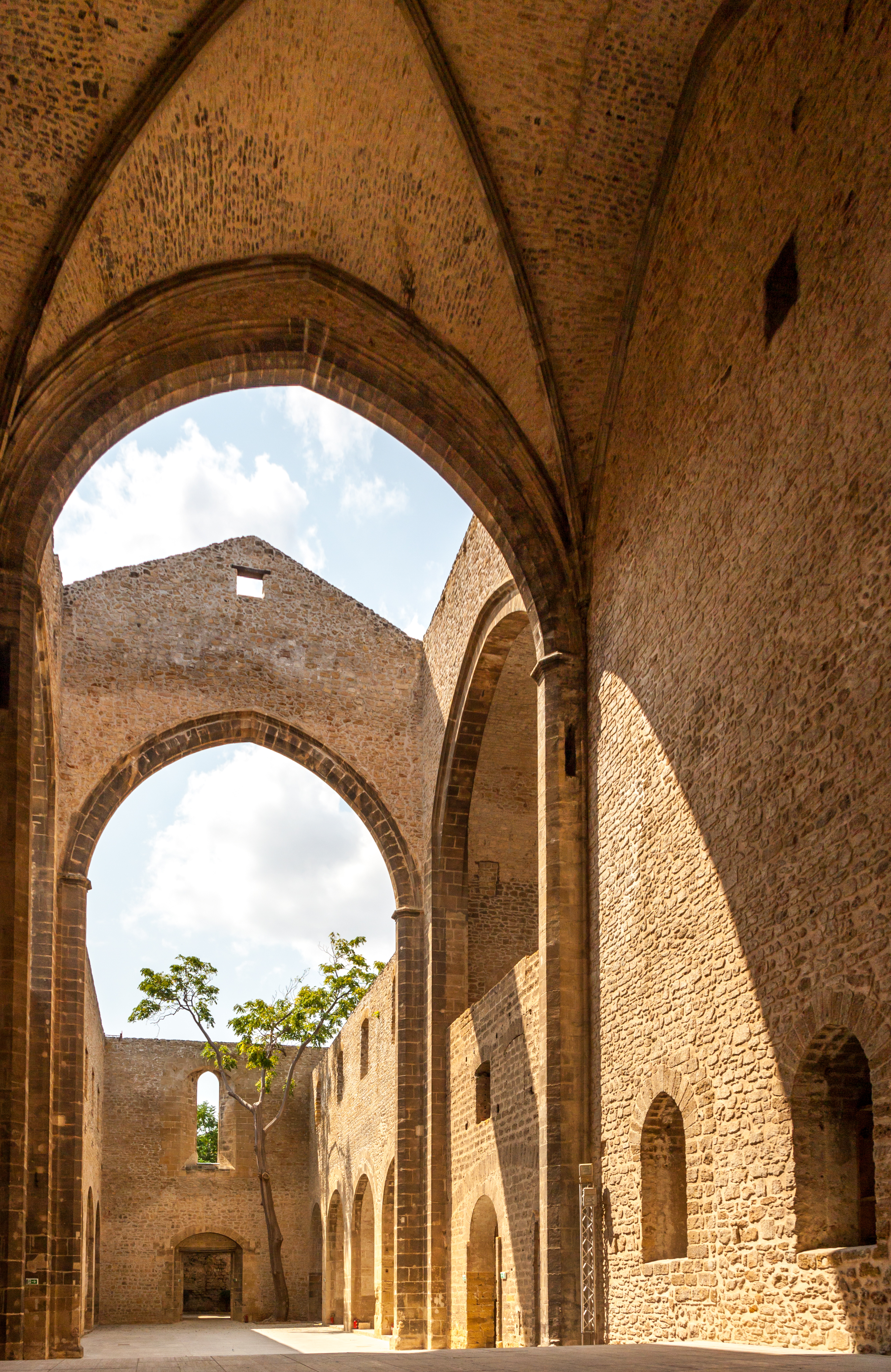
Blick nach hinten ins Mittelschiff
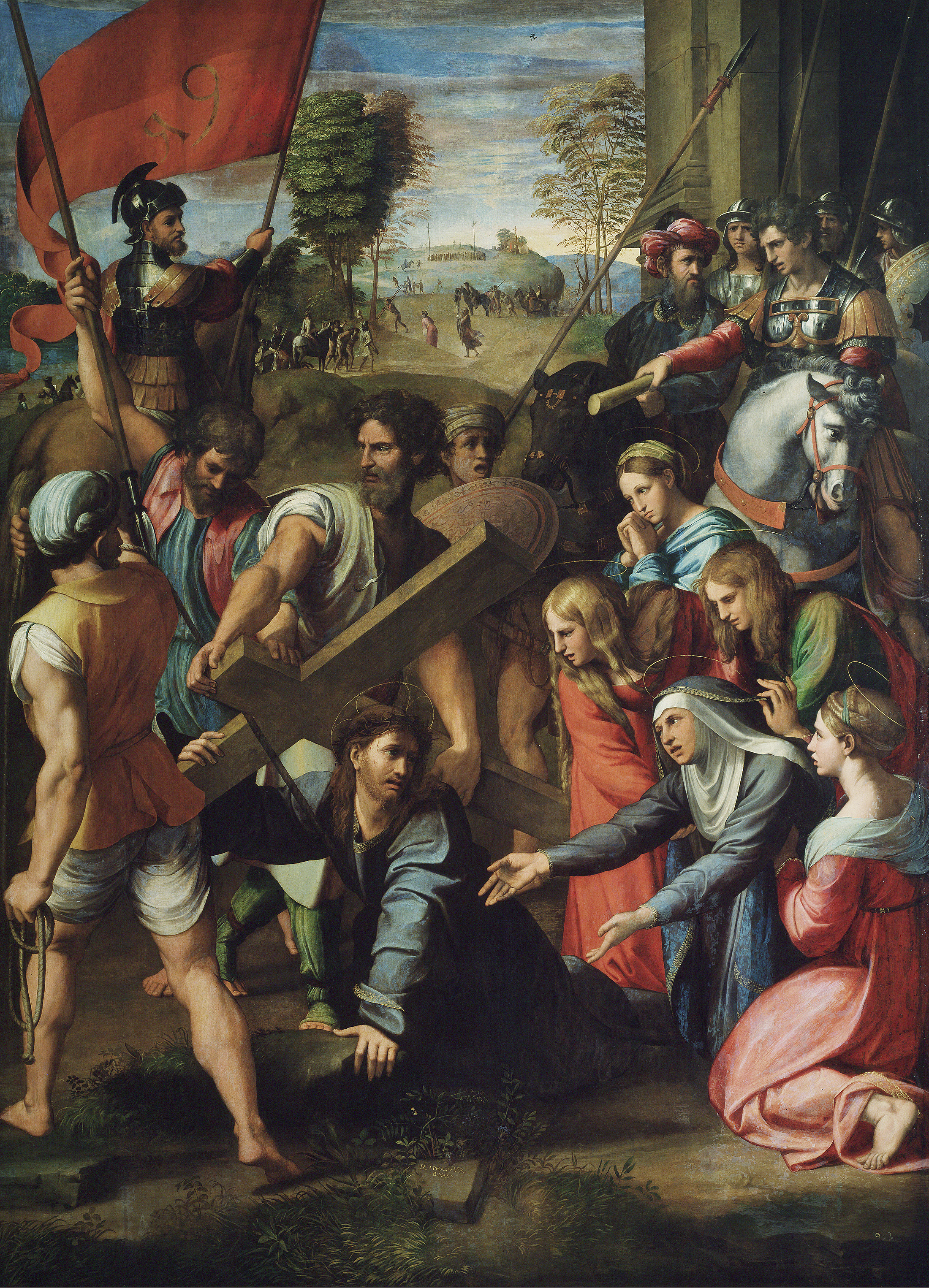
Ursprüngliches Altargemälde